# 大写数字
汉字中的大写数字是为避免日常使用中数字遭到篡改（例如笔画过于简单的“一”、“二”、“三”便很容易遭到恶意篡改）而设计出的一套汉数字系统。因交易中利益攸关，这套数字系统也就往往被使用以避免数字被加筆改數。

## 历史

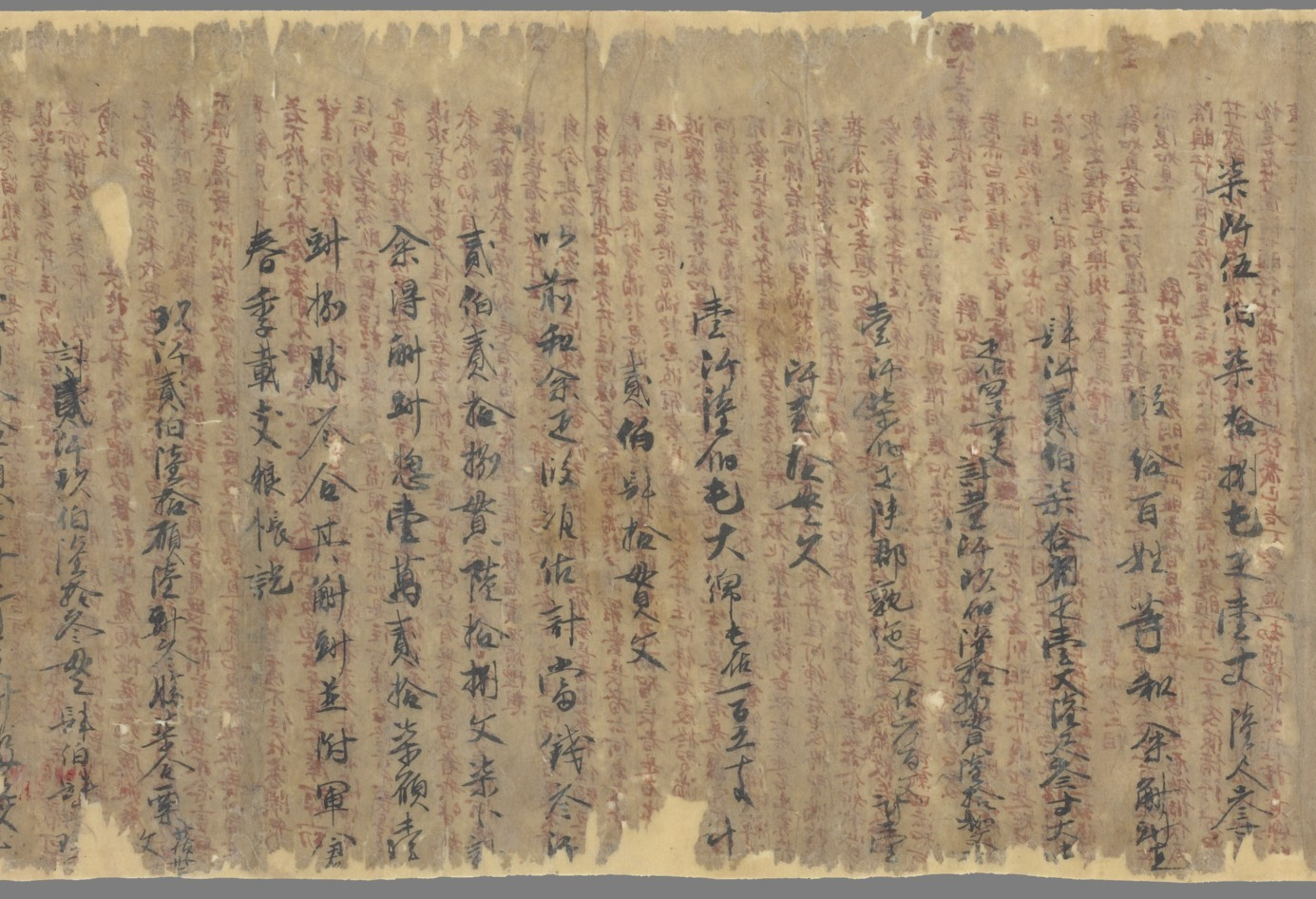
敦煌文书《唐天宝四载河西豆卢军和籴会计牒》（P.3348v）中的大写数字实例

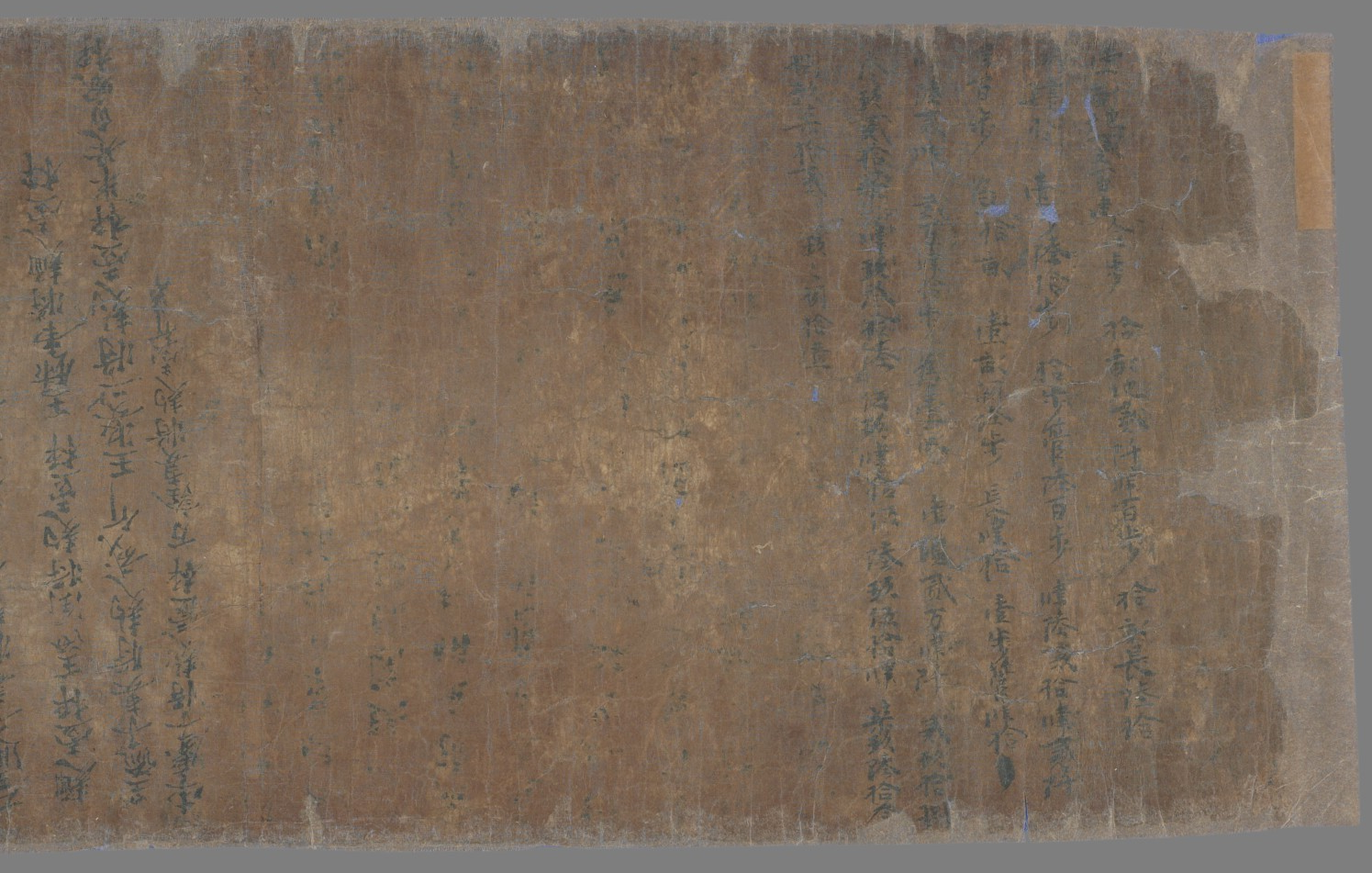
敦煌残卷中用大写数字写的九九表（P.3453v）

虽然旧时对于大写数字的起源有武则天说、朱元璋说等，如顾炎武《金石文字记》卷三就说：“凡数字作壹贰叁肆捌玖等字，皆武后所改”。但近几十年来不断发现的先秦简牍显示，早在先秦时期大写数字便已被使用。如清华简中《程寤》的竹简背面中央就记有大写数字，可能是排序号码。又如清华简中的《越公其事》篇中“一二弟子”写作“壹弐弟子”等。
李零认为，“战国时期是商业活动和法律行为十分活跃的时期，当时的各国，其数字用字差不多都有繁化的别体，特别是极易添加笔画和相互混淆的‘一’、‘二’、‘三’，尤其如此。”但当时使用大写数字的目的比后世要复杂，目的也不仅限于防伪，所用代替数字的“大写数字”也并不唯一。
现在发现的东晋十六国时期文书中，也有使用大写数字的例子，如吐鲁番出土文书《北凉神玺三年（399）仓曹贷粮文书》：今贷柒石……拾斛，秋熟还等斛“，又如哈拉和卓九一號墓出土的《奴婢月廩麥帳》：“（前缺）合給肆斛貳斗。奴文德、婢芳容二人，人日禀麥五升，合給麥叄斛。奴子虎生一人，日給稟麥二升，合□□陸斗。都合柒斛拔（捌）斗，請紀識。”等等。
在唐代的敦煌文献和吐鲁番文书中，大写数字极为常见，除算经之类的数学文献外，会计账目、借贷契约的钱物数量、规格乃至期限等事项，也都已普遍使用大写数字记录。又如，斯文赫定、安博尔特（Nils Ambolt）等人在和田得到的《于阗巳年（801）十一月至十二月于阗六城百姓纳进奉絺紬抄》（Hedin 16）是于阗语、汉语双语的文书，其中汉语部分有“六城潘野娑捈、可里没梨共纳进奉絺紬肆拾陸尺”、“六城南牟没纳进奉絺紬壹丈捌尺伍寸，又贰丈贰尺伍寸，又贰丈叁尺贰寸，又纳贰丈肆尺，又贰丈贰尺壹寸，又叁丈陸尺贰寸”等语。宋代碛砂藏的跋尾，也多用大写数字，其中贰也写作“弐”，而肆的字形将左侧的“镸”替换成了“丨丿”，徽州契约文书中也出现了这种肆的写法。
大写数字因为书写繁琐，后来也出现了简化的现象，如在明清的徽州契约文书中，壹也写作“壱”或“乙”，捌写作“拐”，柒写作“㭍”或仅有两点的“㭍”等等。
大写数字的使用也传到了朝鲜半岛、日本等地，如韩国庆州雁鸭池182号木简上就有“宝应四年”（公元765年）、“壹贰叁肆伍”等字样。日本8世纪初的《大宝律令》规定公文书的账簿必须使用“大字”，即大写数字。而正仓院所藏天平时期（729-749年）的户籍及账簿中，也有使用大写数字的实例。

## 大寫數字一覽
| 中文汉字 | 中文汉字 | 中文汉字     | 中文汉字     | 中文汉字       | 日文汉字 | 日文汉字       | 日文汉字       |
| 小寫數字 | 小寫數字 | 繁體大寫數字 | 簡体大寫數字 | 二簡字大寫數字 | 小寫數字 | 新字体大寫數字 | 旧字体大寫數字 |
| -------- | -------- | ------------ | ------------ | -------------- | -------- | -------------- | -------------- |
| 〇       | 〇       | 零           | 零           |                |          |                |                |
| 一       | 一       | 壹           | 壹           | 弌             |          |                |                |
| 二       | 二       |              |              | 弍             |          |                | /              |
| 三       | 三       |              |              | 弎             |          | /              | /              |
| 四       | 四       | 肆/䦉        | 肆/䦉        |                |          |                |                |
| 五       | 五       | 伍           | 伍           |                |          |                |                |
| 六       |          |              |              |                |          |                |                |
| 七       | 七       | 柒/㭍        | 柒/㭍        | 㲺             |          | /              |                |
| 八       | 八       | 捌           | 捌           |                |          |                |                |
| 九       | 九       | 玖           | 玖           |                |          |                |                |
| 十       | 十       | 拾/什        | 拾/什        |                |          | 、             | 、             |
| 百       | 百       | 佰           | 佰           |                |          | 、             | 、             |
| 千       | 千       | 仟           | 仟           |                |          | 、             | 、             |

之後更大的單位如「萬」、「億」及「兆」則無大小寫之分（「萬」字與「億」字在中國大陸雖然屬於繁體字，但仍然用於大寫），但要小心在不同地區「兆」有可能代表「萬億」，也有可能代表「百萬」。

## 相關習慣
- 在支票或收據等金額大寫數字，末數之後會加上「元整」或「元正」。